# De déus i homes
De déus i homes (títol original en francès Des hommes et des dieux) és una pel·lícula francesa del 2010 dirigida per Xavier Beauvois. Tracta sobre la vida d'uns monjos a Algèria durant la guerra civil que hi hagué al país entre el 1991 i el 2002. Guanyà el Gran Premi i el Premi del Jurat Ecumènic del Festival de Canes de 2010. Està doblada al català.

## Argument
L'acció té lloc en un monestir a la regió dels Monts Atles, a Algèria, durant la dècada del 1990. Vuit monjos cristians pertanyents a l'Orde Cistercenc de l'Estricta Observança viuen allà en harmonia amb la població musulmana, establint llaços de cooperació contra els efectes de la pobresa, ocasionats per un règim en decadència. Dedicats a la vida contemplativa: resar, sembrar la terra i donar suport a la població dels voltants, fins i tot el monestir és emprat com un dispensari mèdic de facto per la població de la zona.
Un grup de fonamentalistes islàmics assassina un equip de treballadors croats en una zona propera al monestir (20 km aproximadament), el pànic envaeix els habitants de la regió, que suporten els embats de la Guerra Civil. L'exèrcit governamental algerià ofereix protecció als monjos, però ells ho rebutgen per no veure's involucrats en la guerra ni molt menys fer ús de la violència, la qual repudien. Un comandament armat de fonamentalistes entra al monestir, essent la primera advertència sobre el destí que els espera. Els monjos dubten sobre la possibilitat real de retirar-se a causa dels llaços d'amistat formats amb la població civil, que els demana de quedar-s'hi. Tot i la creixent amenaça, els monjos fan ús de la reflexió, per un costat l'amor a la seva vida, i per un altre el seu deure: els vuit monjos fan una síntesi de les seves pors i obligacions, donant per resultat la seva permanència en el monestir fins a les últimes conseqüències.
La pel·lícula no mostra escenes explícites de l'assassinat dels monjos, tanmateix, hi fa al·lusió enmig de la neu, on se'ls observa desaparèixer en un lloc retirat per les muntanyes, escortats per llurs assassins. La pel·lícula està basada en la història real dels monjos cistercencs del Tibhirine, a Algèria, des del 1993 fins al seu segrest el 1996, quan set d'ells foren segrestats i després decapitats per fonamentalistes islàmics el 1996.